# Campeonato Sul-Americano de Meia Maratona
O Campeonato Sul-Americano de Meia Maratona (em espanhol Campeonato Sudamericano de Media Maratón) é uma competição anual de corrida de rua organizada pela CONSUDATLE para atletas que representam os países de suas associações afiliadas. O evento foi criado em 1995. 

## Edições
|     | Ano  | Cidade         | País      | Data           |
| --- | ---- | -------------- | --------- | -------------- |
| 1º  | 1995 | Neiva          | Colômbia  | 3 de junho     |
| 2º  | 1996 | Manaus         | Brasil    | 31de agosto    |
| 3º  | 1997 | Georgetown     | Guiana    | 7 der setembro |
| 4º  | 1998 | Rio de Janeiro | Brasil    | 23 de agosto   |
| 5º  | 2002 | Buenos Aires   | Argentina | 8 de setembro  |
| 6º  | 2004 | Maracaibo      | Venezuela | 4 de setembro  |
| 7º  | 2008 | Rio de Janeiro | Brasil    | 12 de outubro  |
| 8º  | 2009 | Assunção       | Paraguai  | 2 de agosto    |
| 9º  | 2010 | Lima           | Peru      | 29 de agosto   |
| 10º | 2011 | Buenos Aires   | Argentina | 11 de setembro |
| 11º | 2012 | Assunção       | Paraguai  | 26 de agosto   |
| 12º | 2014 | Assunção       | Paraguai  | 11 de maio     |
| 13º | 2015 | Montevidéu     | Uruguai   | 26 de abril    |

## Resultados
Os vencedores foram publicados.  Os resultados de 2008 foram extraídos dos Campeonato Mundial de Meia Maratona de 2008. Outros resultados foram compilados de várias fontes. 

### Masculino
| Ano  | Ouro                            | Ouro    | Prata                        | Prata   | Bronze                      | Bronze   |
| ---- | ------------------------------- | ------- | ---------------------------- | ------- | --------------------------- | -------- |
| 1995 | Hérder Vásquez (COL)            | 1:05:07 | Pedro Elías Ortiz (COL)      | 1:05:57 | Pedro César Rojas (COL)     | 1:06:04  |
| 1996 | André Luiz Ramos (BRA)          | 1:04:23 | Delmir A. dos Santos (BRA)   | 1:06:19 | Vanderlei Cordeiro (BRA)    | 1:06:55  |
| 1997 | Milton Mattos (BRA)             | 1:09:30 | Alejandro Semprún (VEN)      | 1:09:54 | Paulo Víctor Lunkess (BRA)  | 1:09:56  |
| 1998 | Ronaldo da Costa (BRA)          | 1:02:17 | Antonio Silio (ARG)          | 1:02:31 | Eduardo do Nascimento (BRA) | 1:02:41  |
| 2002 | Herman Óscar Cortínez (ARG)     | 1:05:40 | Miguel Meléndez (CHI)        | 1:05:54 | Polibio Méndez (ECU)        | 1:06:04  |
| 2004 | Lervis Arias (VEN)              | 1:06:30 | José Alejandro Semprún (VEN) | 1:07:10 | Robert Lugo (VEN)           | 1:07:34  |
| 2008 | Marílson Gomes dos Santos (BRA) | 1:03:18 | Pedro Mora (VEN)             | 1:04:45 | Giomar da Silva (BRA)       | 1:05:07  |
| 2009 | Clodoaldo Gomes da Silva (BRA)  | 1:04:09 | Constantino León (PER)       | 1:04:46 | Edmundo Torres (PER)        | 1:05:24  |
| 2010 | Jhon Cusi (PER)                 | 1:03:12 | Jaime Caldúa (PER)           | 1:03:23 | Constantino León (PER)      | 1:03:53  |
| 2011 | Marílson Gomes dos Santos (BRA) | 1:01:13 | Luis Ariel Molina (ARG)      | 1:05:52 | Juan Carlos Hernández (COL) | 1:06:15  |
| 2012 | Flavio Henrique Guimarães (BRA) | 1:08:23 | Pablo Mena (CHI)             | 1:09:29 | Derlis Ayala (PAR)          | 1:10:00  |
| 2014 | Bayron Piedra (ECU)             | 1:09:24 | Manuel Cañar (ECU)           | 1:10:02 | Gustavo Narváez (ECU)       | 1:10:09. |
| 2015 | Gilmar Silvestre Lopes (BRA)    | 1:05:43 | Miguel Mallma (PER)          | 1:07:05 | David Rodríguez (ARG)       | 1:07:11  |

### Feminino
| Ano  | Ouro                             | Ouro    | Prata                            | Prata   | Bronze                    | Bronze  |
| ---- | -------------------------------- | ------- | -------------------------------- | ------- | ------------------------- | ------- |
| 1995 | Iglandini González (COL)         | 1:17:28 | Stella Castro (COL)              | 1:19:01 | Flor Venegas (CHI)        | 1:19:29 |
| 1996 | Flor Venegas (CHI)               | 1:24:00 | Iracima M. Reis (BRA)            | 1:24:01 | Itamar Aranha (BRA)       | 1:26:40 |
| 1997 | Selma Cândida dos Reis (BRA)     | 1:22:59 | Marlene María Flores (CHI)       | 1:24:05 | Iara C. da Silva (BRA)    | 1:28:31 |
| 1998 | Martha Tenorio (ECU)             | 1:11:40 | Márcia Narloch (BRA)             | 1:14:37 | Viviany de Oliveira (BRA) | 1:15:14 |
| 2002 | Érika Alejandra Olivera (CHI)    | 1:14:51 | Sandra Torres (ARG)              | 1:17:37 | Estela Martínez (ARG)     | 1:20:46 |
| 2004 | Rosa America Rodríguez (VEN)     | 1:18:46 | Norelis Lugo (VEN)               | 1:21:07 | Mónica Sarmiento (VEN)    | 1:24:36 |
| 2008 | Maria Zeferina Baldaia (BRA)     | 1:13:42 | Rosa Godoy (ARG)                 | 1:15:31 | Marizete dos Santos (BRA) | 1:17:04 |
| 2009 | Jemena Misayauri (PER)           | 1:14:38 | Julia Rivera (PER)               | 1:15:37 | Marizete dos Santos (BRA) | 1:15:59 |
| 2010 | Jemena Misayauri (PER)           | 1:13:32 | Gladys Tejeda (PER)              | 1:13:53 | Michele das Chagas (BRA)  | 1:14:36 |
| 2011 | Adriana Aparecida da Silva (BRA) | 1:13:16 | Rosalba Chacha (ECU)             | 1:13:45 | Sandra Amarillo (ARG)     | 1:13:50 |
| 2012 | Adriana Aparecida da Silva (BRA) | 1:17:50 | Fátima Romero (PAR)              | 1:25:24 | Carmen Warkentin (PAR)    | 1:25:38 |
| 2014 | Carmen Martínez (PAR)            | 1:16:35 | Rosa Chacha (ECU)                | 1:19:47 | Lorena Velázquez (ECU)    | 1:20:03 |
| 2015 | Rocío Marisol Cántara (PER)      | 1:16:26 | Adriana Aparecida da Silva (BRA) | 1:16:36 | Nicolasa Condori (PER)    | 1:16:58 |

## Competições
- Campeonato Sul-Americano de Atletismo
- Campeonato Sul-Americano de Atletismo em Pista Coberta
- Campeonato Sul-Americano de Atletismo Sub-23
- Campeonato Sul-Americano de Atletismo Sub-20
- Campeonato Sul-Americano de Atletismo Sub-18
- Campeonato Sul-Americano de Corta-Mato
- Campeonato Sul-Americano de Marcha Atlética
- Campeonato Sul-Americano de Maratona
- Campeonato Sul-Americano de Milha de Rua
- Campeonato Sul-Americano de Corrida de Montanha